# 正宗嚴敬
正宗嚴敬（日语： Masamune Genkei，1899年4月2日—1993年6月18日）是日本植物學家。

## 簡介
正宗嚴敬在東京帝大植物科畢業後到臺北帝國大學任職，負責採集植物。他因撰寫婆罗洲和台湾的综合植物索引以及鉴定新物种而闻名。 